# Antoni Pons Cañellas
Antoni Pons Cañellas (Lloseta, Mallorca, 1944). Militant obrer i promotor social.
Als desset anys va emigrar a Alemanya. Retornat a Mallorca, ingressà a les JOC (Joventuts Obreres Cristianes) a la segona meitat dels anys seixanta, essent-ne el responsable a Mallorca i després, com a alliberat, responsable de zona de Catalunya i Balears. Va treballar a l'hoteleria, on va ser un dels primers impulsors del sindicalisme. Va ser un dels fundadors dels Cercles Obrers Comunistes a les Balears, que després passaren a formar part de l'Organització d'Esquerra Comunista. Amb la finalitat de consolidar aquesta organització es va traslladar a Andalusia, residint a Màlaga i Còrdova. Durant més d'onze anys va treballar en el moviment obrer andalús i ocupà diversos càrrecs, primer amb l'OEC i després amb el Moviment Comunista d'Andalusia, on s'integrà l'OEC. El 1980 va ser un dels coordinadors del Congrés de Cultura Andalusa.
Retornat a Mallorca va participar amb la posada en marxa de la Fundació Deixalles, dedicada a la inserció sociolaboral. Va ser el coordinador general d'aquesta entitat durant 23 anys. Participà en la constitució de la Xarxa d'Economia Solidària (REAS), de la que en va ser president durant vuit anys. Formà part del moviment a favor de l'estalvi ètic com a membre de la comissió d'ètica de la Caixa de Colonya durant deu anys.

## Reconeixements
L'any 2008 el Consell de Mallorca li va concedir el Premi Medi Ambient en la categoria individual.